# 2024 en Bolivie
Chronologie de la Bolivie
- 2020
- 2021
- 2022
- 2023
- 2024
- 2025
- 2026
- 2027
- 2028

Cet article présente les faits marquants de l’année 2024 en Bolivie.

## Événements

### Juin
- 26 juin : tentative de coup d'État contre le président Luis Arce.

### Septembre
- 30 septembre : le gouvernement décrète l'état de « catastrophe nationale » les millions d'hectares de forêts ravagés par des incendies criminels pour défricher et mettre des terres en culture[1].

### Octobre
- 27 octobre : à Cochabamba, un commando de six hommes tente d'assassiner l'ancien président Evo Morales, qui s'en sort indemne mais dont le chauffeur est blessé ; Morales accuse les assaillants d'être des "agents de l’État bolivien" et l'actuel président Luis Arce d'en être le commanditaire[2].

### Novembre
- 8 novembre : un groupe armé, partisan de l'ancien président Evo Morales, prend 200 militaires de l'armée régulière en otage[3].

## Décès
- 12 août  : Ramiro Blacut, footballeur

## Crédit d'auteur interne
- Cet article est partiellement ou en totalité issu de l'article intitulé « 2024 par pays en Amérique » (voir la liste des auteurs).